# Jiwan (Jiwan)
Jiwan is een bestuurslaag in het regentschap Madiun van de provincie Oost-Java, Indonesië. Jiwan telt 6621 inwoners (volkstelling 2010).